# Древесный уголь

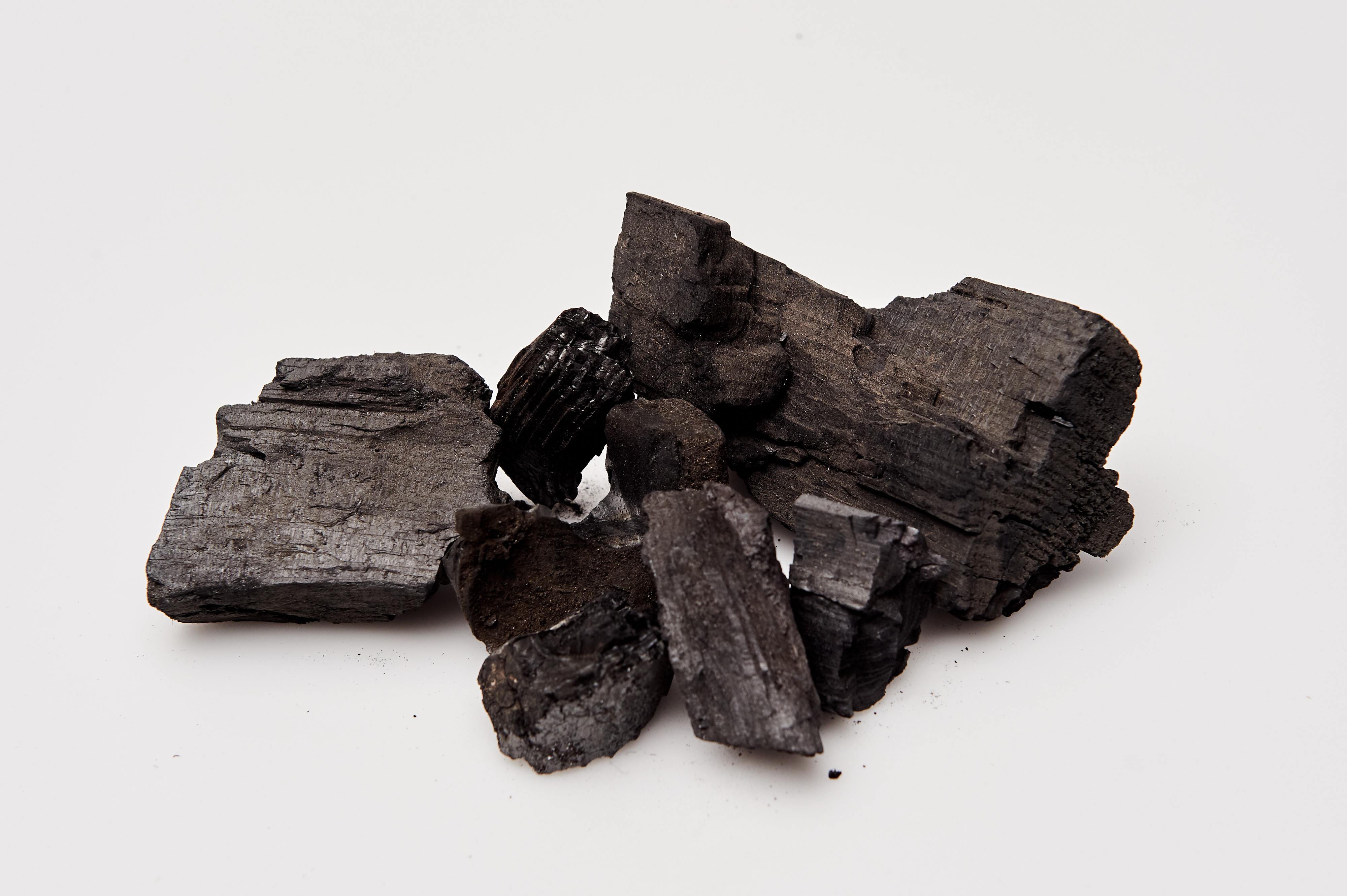

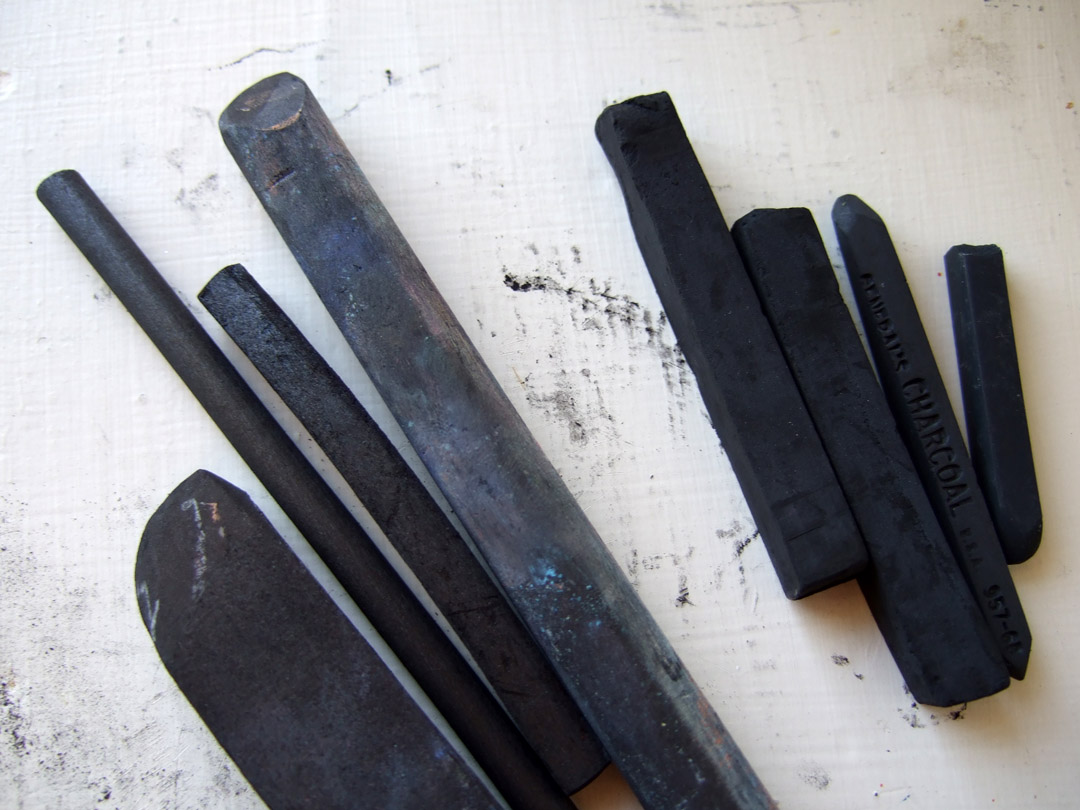

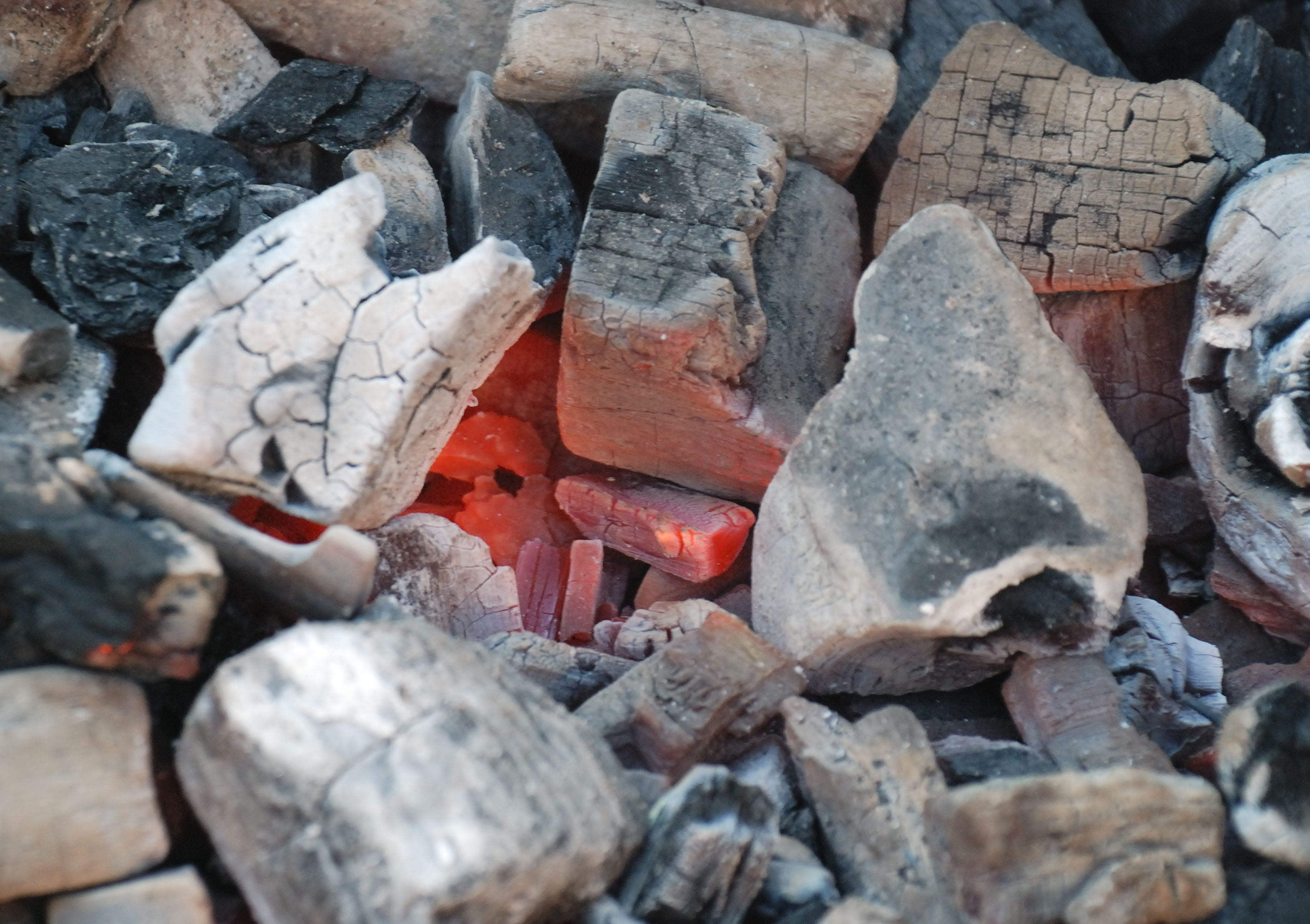
Древесный уголь (частично тлеющий)

Древе́сный у́голь — микропористый высокоуглеродистый продукт, образующийся при пиролизе древесины без доступа воздуха. Уголь горит при температуре, превышающей 1100 °C. Готовый уголь состоит в основном из углерода. Преимущество использования древесного угля вместо обычного сжигания древесины заключается в отсутствии воды и других компонентов. Это позволяет древесному углю гореть при более высоких температурах и выделять очень мало дыма (обычная древесина выделяет большое количество пара, органических летучих веществ и несгоревших частиц углерода).

## Пиролиз древесины
Пиролизом, или сухой перегонкой, называется разложение органических веществ путём нагревания без (или с ограничением) доступа воздуха, чтобы предотвратить горение. Также пиролиз — первый процесс, происходящий при горении древесины. Языки пламени образуются за счёт горения не самой древесины, а газов — летучих продуктов пиролиза. При пиролизе древесины (450—500 °C) образуется ряд веществ: древесный уголь, метанол, уксусная кислота, ацетон, смолы и другие.

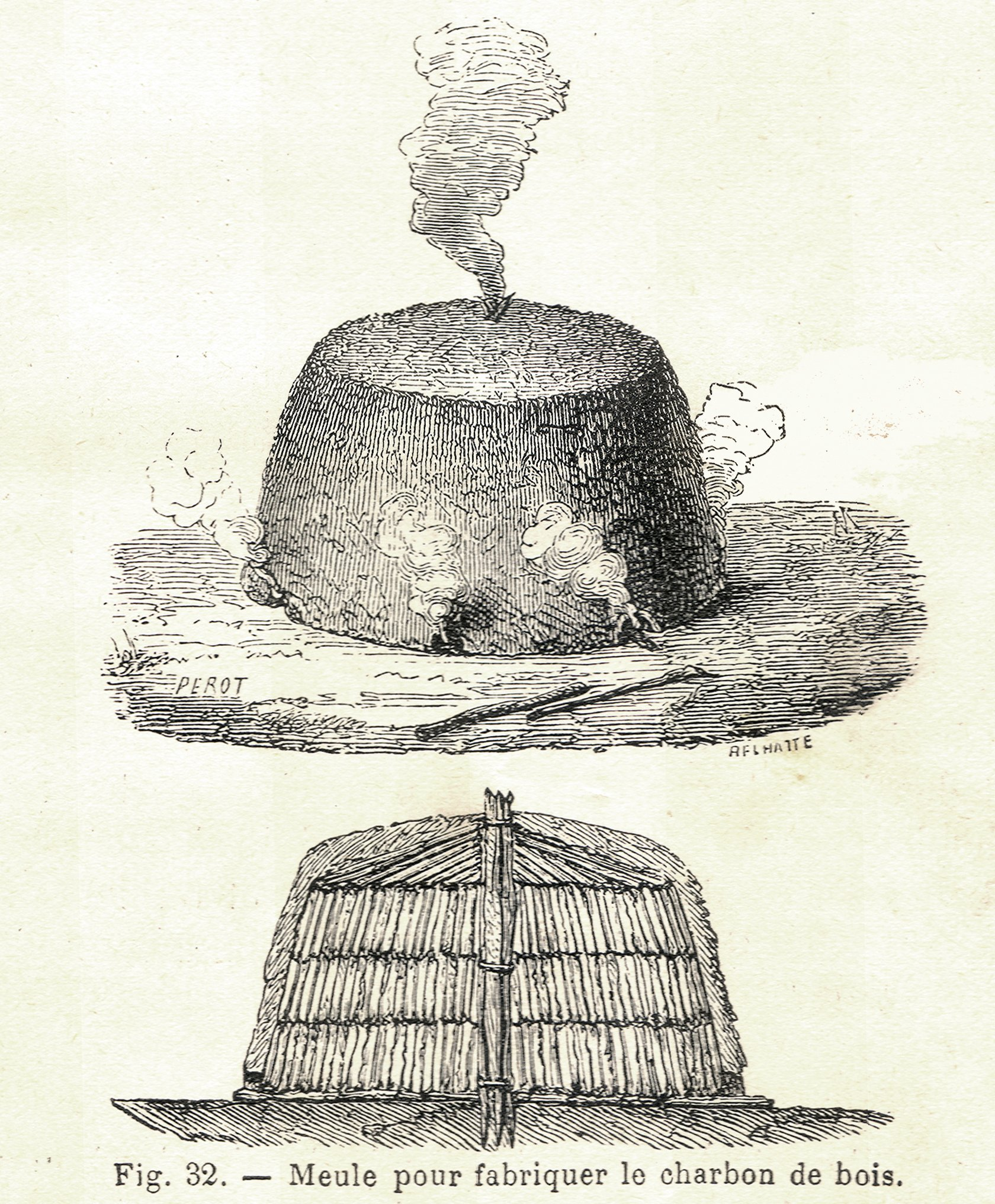
Углежжение кучным способом

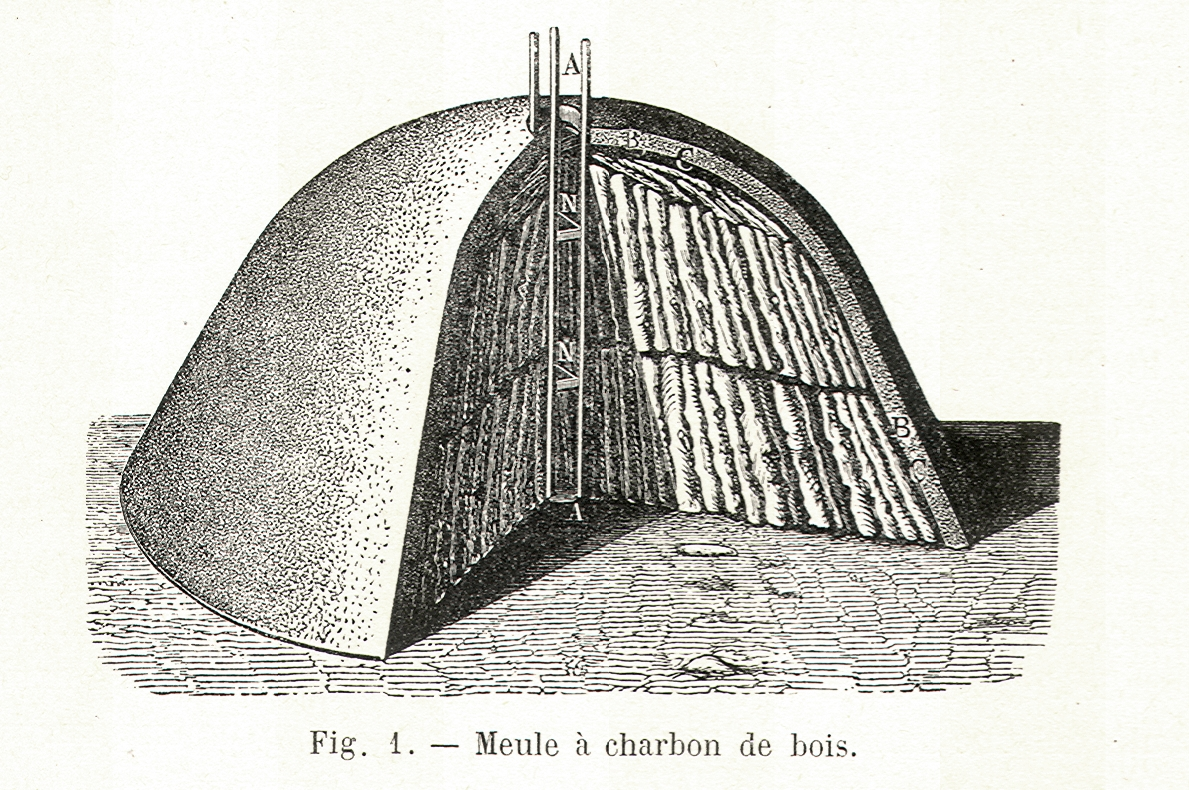

Этот процесс используется в пиролизных котлах. Процесс газификации древесины (пиролиз) происходит в верхней камере котла (загрузочном пространстве) под действием жары и при ограниченном доступе воздуха. Возникающий древесный газ протекает через слой жары, достигает сопла и смешивается там с вторичным воздухом.

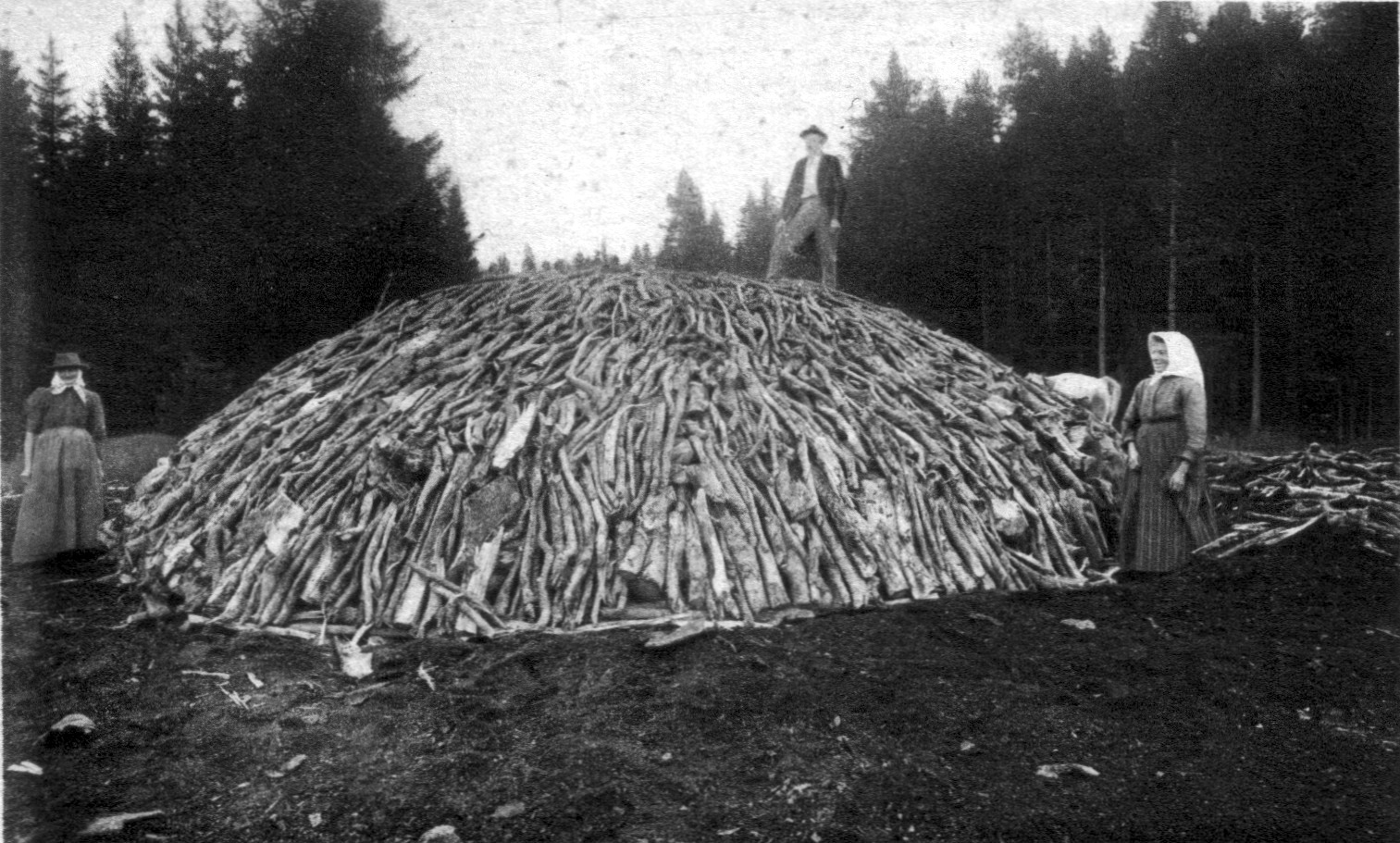

## Свойства
При пиролизе древесины сохраняется структура её проводящих тканей, поэтому в образующемся древесном угле имеется большое количество капилляров и пор, обладающих большой суммарной поверхностью, что способствует его большой адсорбционной способности. При обычной температуре древесный уголь может адсорбировать различные вещества из их растворов, а также различные газы, в том числе инертные. При этом чем легче сжижается газ, тем лучше его адсорбирует древесный уголь. При нагревании адсорбировавший вещества древесный уголь выделяет их, вновь приобретая способность адсорбировать. Чтобы увеличить адсорбционную способность угля, его активируют нагреванием без доступа воздуха.
Способность к поглощению газов углём почти одновременно описали в 80-х годах XVIII века шведский химик Карл Вильгельм Шееле и итальянский учёный Феличе Фонтана. В России в 1785 году академик Товий Егорович Ловиц открыл и подробно исследовал явление адсорбции углём в жидкой среде, предложив применить его для очистки органических веществ.

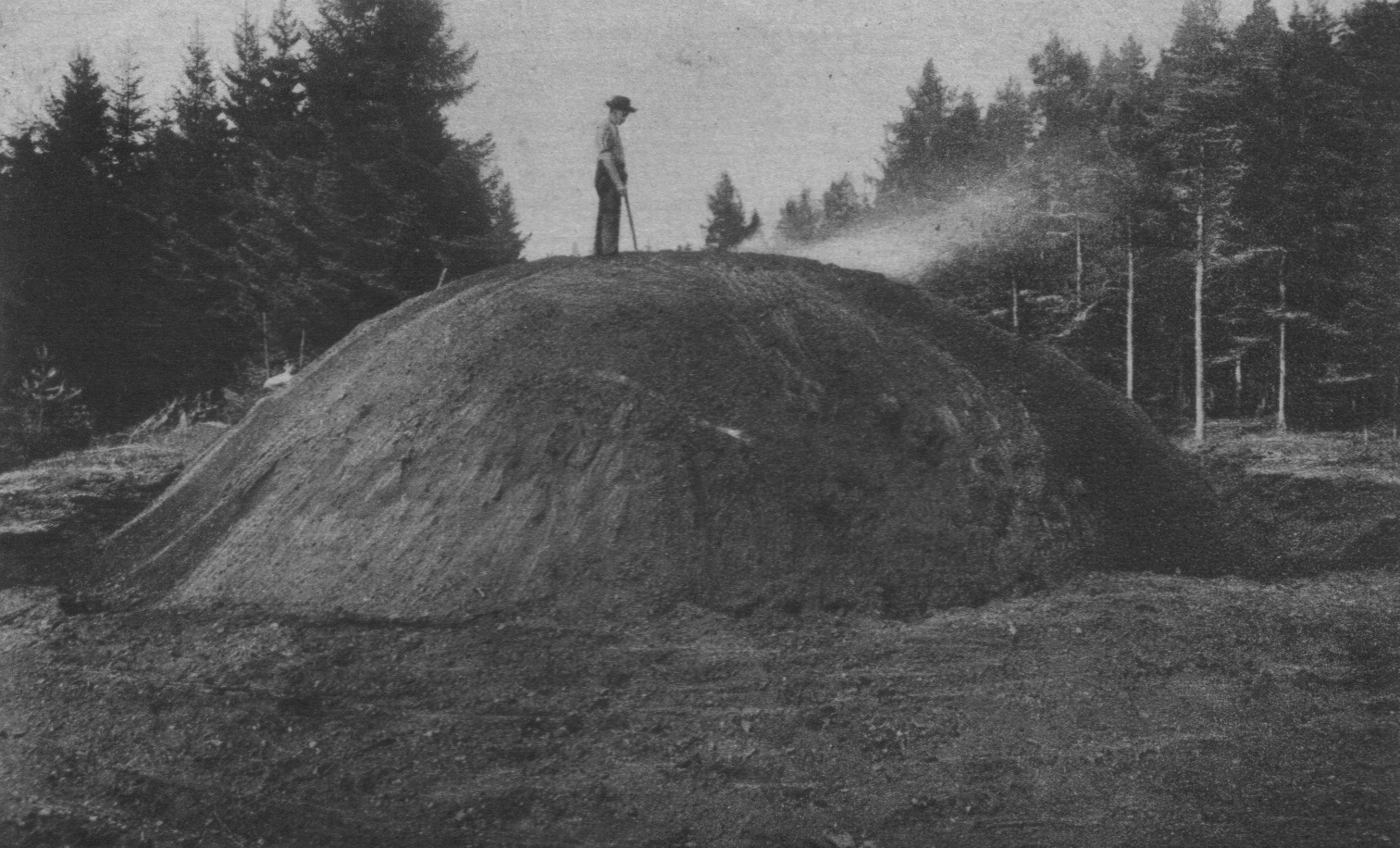

## Типы
- Обычный уголь производится из торфа, угля, дерева, кокосовой скорлупы или нефти.
- Сахарный уголь получают путем карбонизации сахара и является особенно чистым. Он очищается путем кипячения с кислотами, чтобы удалить любые минеральные вещества, и затем долгое время сжигается в потоке хлора, чтобы удалить последние следы водорода[5].
- Активированный уголь похож на обычный уголь, однако подвергается дополнительной обработке. Для этого уголь повторно нагревают (отжигают) без доступа кислорода, в результате чего в нём образуется гораздо больше пор, чем было до этого, и суммарная удельная площадь поверхности возрастает. Эти крайне мелкие поры придают материалу свойство сорбента, т.е. материала, способного избирательно поглощать газы, пары из газовой среды или растворëнные вещества из жидкости - поэтому активированный уголь широко применяется во всевозможных воздушных и водяных фильтрах, и в качестве энтеросорбента в медицине, широко используется в пищевой промышленности и в производстве алкогольных изделий.
- Кусковой древесный уголь — это традиционный древесный уголь, изготовленный непосредственно из древесины лиственных пород. Обычно он производит гораздо меньше золы, чем брикеты.
- Японский древесный уголь имел пирролиновую кислоту, которая удалялась во время производства древесного угля; поэтому при сжигании он почти не производит запаха или дыма.
- Брикеты из древесного угля изготавливаются путем прессования древесного угля, как правило, сделаны из опилок и других древесных отходов, со связующим веществом (обычно крахмал) и другими добавками. Брикеты могут также включать бурый уголь (источник тепла), минеральный углерод (источник тепла), тетраборат натрия, нитрат натрия (средство для воспламенения), известняк (средство для отбеливания золы), необработанные опилки (средство для воспламенения) и другие добавки.
- Древесный уголь из древесных опилок изготавливается путем прессования опилок без связующих веществ или добавок. Его предпочитают использовать на Ближнем Востоке, Тайване, в Корее, Греции и др. Он используется в основном для приготовления барбекю, так как не дает запаха и дыма, небольшого количества пепла; имеет высокую температуру горения и продолжительность горения более 4 часов.
- Экструдированный древесный уголь производится путем прессования необработанной измельченной древесины или карбонизированной древесины в бревна без использования связующего вещества. Тепло и давление процесса экструдирования удерживают угольную массу вместе. Если экструзия производится из необработанного древесного материала, экструдированные бревна впоследствии обугливаются.

## Применение
Древесный уголь классифицирован в системе стандартов — ГОСТ 7657-84 «Уголь древесный».
Применяется для очистки, разделения, извлечения различных веществ, в качестве антисептика, очистителя, поглотителя воды. Например, в производстве кристаллического кремния, сероуглерода, чёрных и цветных металлов, активированного угля, как бытовое топливо, в садоводстве, в комнатном цветоводстве и для производства органического удобрения терра прета.
Зарегистрирован в качестве пищевого красителя под кодом E153.
Древесный уголь также включен в несколько косметических продуктов.
Медицинское применение активированного угля заключается в основном в поглощении ядов и токсинов. Активированный уголь доступен без рецепта, поэтому он используется для различных процедур, связанных со здоровьем. Например, он часто используется для уменьшения дискомфорта и смущения из-за чрезмерного газообразования (метеоризма) в пищеварительном тракте. 

## История
В России древесный уголь производили издревле. Кузнечные горны работали именно на древесном угле. Наиболее распространёнными способами получения были кучное и ямное углежжение. Вариантами кучного были «стог» и «кабан». Эти технологии были примитивными, процесс продолжался до месяца и требовал периодического контроля и обслуживания. Все газообразные и жидкие (в парах) продукты распада (а это около двух третей от исходной массы абсолютно сухой древесины) выбрасывались в атмосферу. Массовое производство угля по таким технологиям было возможно только в XVII—XVIII веке, когда плотность населения была низкой и многие территории не освоены. Уже с XIX века в России предпочитали простейшие кирпичные печи для изготовления угля.
Родиной промышленного производства древесного угля следует считать Урал. Демидовское чугунно-литейное производство поднялось именно на древесном угле. Грум-Гржимайло, Владимир Ефимович предпочитал для использования в металлургии именно древесный уголь.
Возврат к кучному углежжению имел место в первые годы Советской власти на фоне развала промышленности. Затем были построены крупные углевыжигательные заводы (Аша, Сява, Амзя, Молома, Верхняя Синячиха), которые обеспечивали относительно экологически чистое производство угля. Одновременно, особенно на Северном Урале, продолжали работать разные модификации простейших кирпичных печей.
Древесный угольный брикет был впервые изобретен и запатентован в 1897 году и произведен компанией Zwoyer Fuel Company. Этот процесс был популяризирован Генри Фордом, который использовал древесину и опилки в качестве сырья для производства автомобилей.
В XXI веке произошёл возврат к этой старой и вредной технологии. Незаконная вырубка тайги при участии китайских предпринимателей сопровождается переработкой древесины в древесный уголь, порой нелегальной. В Уярском р-не (Красноярский край) выявлено строительство печей для производства древесного угля по технологии, запрещённой в КНР (Экологически очень опасная, работы ведутся в РФ нелегально, вблизи такого производства засыхают деревья и болеют люди из-за загрязнения воздуха фенолами и др.); протесты местных жителей заставили приостановить работу. Запланировано развитие такого производства и в Тайшетском р-не (Иркутская обл.).